# الحيرة
الحِيرَةُ (بالآرامية:ܚܝܪܬܐ Ḥīrtā، بالبهلوية:     Hērt) هي مملكة عربية بائدة وموقع أثري تقع في الجزء الجنوبي من وسط العراق على مقربة من مدينة الكوفة. فهي أحد أركان المثلث الحضاري ما تُسمي بالنجف-الكوفة-الحيرة بالفرات الأوسط من الهلال الخصيب. والحيرة الحالية هي مركز ناحية إدارية عراقية تحمل نفس الاسم في قضاء المناذرة بمحافظة النجف، كانت الحيرة قبل الإسلام بمثابة إمارة حاجزة تحمي الدولة الساسانية الفارسية من غارات العرب القادمين من شبه جزيرة العرب أو غارات الروم في بلاد الشام 
تضارب آراء المؤرخين وعلماء الآثار حول مؤسسها وتاريخ نشأتها. قد برزت في أيام الملك عمرو بن عدي في أوائل القرن الرابع م حيث اتخذها اللخميون عاصمةً لهم فأصبحت في عهدهم مركزًا سياسيًا وعسكريًا وأدبيًا مرموقًا. فتحها المسلمون عام 633. واللخميون أو المناذرة هم سلالة عربية حكمت أجزاء من العراق من حوالي منتصف القرن الثالث للميلاد إلى مطلع القرن السابع. كانت على تحالف مع الفرس الساسانيين، وفي حرب مستمرة مع الغساسنة المتحالفة مع الروم البيزنطيين. من أشهر ملوكها المنذر الثالث ابن ماء السماء (503 - 554م) وابنه عمرو بن هند (554 - 569 م) والنعمان الثالث أبو قابوس (580 - 602) وقد اعتنق المسيحية وتمرّد على الساسانيين فخلعوه عن العرش، وبذلك زالت دولة المناذرة. ولكن عاصمتهم الحيرة واصلت حياتها ونشاطها في العصر الإسلامي حتى اندثرت بانقراض الدولة العباسية بعد سقوط بغداد 1258م/ 656 هـ فأصبحت مدينة بائدة.

## تسمية وأسماء
أغلب الظن أنها سميت الحيرة اشتقاقًا من الكلمة السريانية حارتا Harta وتعنى المخيم أو المعسكر وبعد ما تمتعت هذه المدينة بمكانة كبرى، فعرفت بـ«الحيرة مدينة العرب»، كما اشتهرت أيضًا بـ«حيرة النعمان»، حيث سكنها أكثر من ملك سموا بالنعمان. اختلف العلماء اللغة في معنى اسم الحيرة فمنهم من قال أنه عربي مبنى ومعنىً. قال الهمذاني أنه مشتق من الحيرة لأن تبعًا لما اقبل بجيوشه ضلَّ دليله فتحير في هذا الموضوع. ومنهم من قال أنه من الحير بمعنى الحمى والملجأ كما تقول البقعة من البقاع. ومنهم من ذهب إلى أنه مشتق من فعل حار الماء أي تردد لا يدري كيف يجري بالنظر إلى ركود مياه بحر النجف. وعرف الآراميون بحيرة النجف باسم فرثا، بمعنى البثقة وأطلق اليهود عليها اسم حاشير ومعناه مجموع المياه وهذا اللفظ والحشر بالعربية بمعنى الجمع من أصل واحد.
وقد وصفت الحيرة بالبيضاء تعبيرًا عن حسن عمارتها، ووضوح اللون على سائر أبنيتها، كما وصفت بالامتداد والاتساع، فقالوا الحيرة الروحاء.

## الجغرافيا
كانت الحيرة القديمة على ضفة الفرات الغربية بقرب موضع الكوفة على ثلاثة أميال شمالًا في موضع سمي النجف، وتقع الآن في الجنوب الشرقي منها بناحية الحيرة اليوم. وتسمي الجعارة/الجعرة قرب بحر النجف وتشمل أبا صخير بقضاء المناذرة بمحافظة النجف وما جاوره من المقاطعات وما زالت مسكونة بإحصاء سنة 2014 حوالي 37,933.
تبلغ مساحة الحيرة الحالية مع القرى التابعة لها بحدود 133 دونم وفيها مجموعة من الجوامع. ألغت بلدية الحيرة سنة 1990 واندمجت مع بلدية أبي صخير. واليوم لها بلدية مستقلة.
وقد نشأت الحيرة في المنطقة الجغرافية التي تعرف بـالنجف فهي أحد أركان المثلث الحضاري ما تُسمي بالنجف-الكوفة-الحيرة. وقد اكتسبت النجف أبعاداً حضارية لارتباطها بها وارتبط تاريخ مدينتين النجف والحيرة ارتباطًا تاريخيًا وحضاريًا وثيقًا حتى حلت محلها. تقع الحيرة في منطقة السهل الرسوبي لبلاد ما بين النهرين عند الأطراف الشمالية الغربية لبادية السماوة، وهي تبعد عن مسافة 15 كم إلى الجنوب الغربي من الكوفة، ونحو 10 كم جنوب شرقي النجف. وقد نشأت مدينة الحيرة في منطقة سهلة مسطحة منبسطة على حافة البادية فيما بين نهر الفرات وبحر النجف.
والحيرة التاريخية هي مفتوحة على شبه الجزيرة العربية لذا كانت قبائل العربية تستطيع التوغل فيه دون أن تصادف حاجزًا جغرافيًا. ولم يكن يعيق تحرك القبائل إلا نهر الفرات الذي يفصل الصحراء عن المناطق الخصبة. لقد كان لموقع الحيرة وقربها من الصحراء أثر في مناخها، فهواؤها جاف عذب صحي، ويجري بالقرب منها نهر الفرات الذي يتفرع في أطرافها إلى عدة فروع وتأخذ منه جداول وترع تروي تلك المنطقة، فتجعلها من أخصب مناطق العراق وأكثرها إنتاجًا.

## التاريخ
موقع الحيرة له تاريخ قديم، الأرجح أنه يرجع إلى زمن مملكة تدمر حيث ورد اسمها في نص مؤرخ لعام (32م) - أو إلى ما هو أقدم من ذلك، ذكرها من الروم كلوكوس واسطفانوس البيزنطي، ومن السريان يوحنا الأفسوسي ويوشع العمودي، ولكن فترة ازدهارها لم يبدأ إلا مع حكم سلالة المناذرة الذين عمروها واهتموا بها، ولاسيما النعمان بن امرئ القيس. أقدم أبنية كشفت في الحيرة ترجع إلى القرن الثالث الميلادي. وبعد ظهور الإسلام فتحت الحيرة صلحًا، ودخلت تحت سلطة الخلافة الإسلامية، وفي عام 691 م في عهد الخليفة عبد الملك بن مروان أُدمجت كثير من ضواحي الحيرة مع الكوفة.

### بداياتها
لا يعرف مؤسس الحيرة معرفة أكيدة ولهذا تضاربت آراء المؤرخين وعلماء الآثار في بانيها وتاريخ نشأتها. نسب العرب القدماء بناءها إلى نبوخذ نصر الثاني كما جاء في معجم البلدان، وقالوا أنها خربت بعد موته وانتقل عربها إلى الأنبار وبقيت خرابًا إلى أن هاجر رهط من أولاد معد بن عدنان وطنهم تهامة من بلاد اليمن سواء أكان لحروب لو لأحداث حدثت فنزلت قبائل منهم إقليم البحرين. وكان بين المهاجرين من تهامة مالك وعمرو ابنا فهم بن تيم الله من قضاعة. فاتفقت الأزد وقضاعة على التحالف فسموا تنوخًا وبهذا تمّ التكون التاريخي لاسم تنوخ في أيام ملوك الطوائف. فتطلعت أنفس من كان بالبحرين من العرب إلى ريف العراق واهتبلوا ما وقع بين ملوك الطوائف من الاختلاف ونزل كثير من تنوخ الأنبار والحيرة وما بين الحيرة إلى طف الفرات وغربيه إلى ناحية الأنبار وما والاها فتملك على تنوخ العراق مالك بن فهم وجعل منزله الأنبار وأتخذ في الحيرة قصرًا وبستانًا وأقطع رجاله الأقطاع فيها. وعظم اسم الحيرة في أيام الملك عمرو بن عدي من آل نصر اللخميين وبقيت عاصمتهم حتى الفتح الإسلامي للعراق.

### ازدهارها

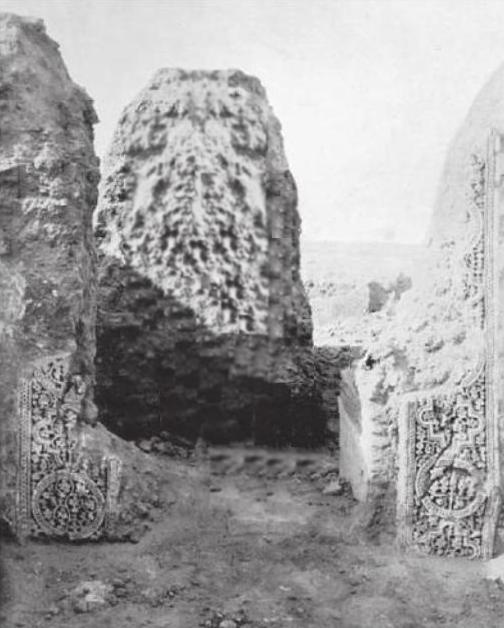
أنقاض أحد المباني في مدينة الحيرة القديمة.

يعد عمرو بن عدي مؤسس إمارة اللخميين المناذرة في الحيرة، وإليه ينسب ملوك نصر اللخميون. وهو ابن أخت جذيمة الأبرش، ولد سنة 268 م وتربى في بيت خاله وعلى يديه، وشاركه في بعض أعماله الإدارية، وخلفه في الحكم وبخاصة أنه لم يكن لجذيمة ولد يرثه. وقد استفاد عمرو من سقوط مملكة الحضر، الدولة العربية في شمالي العراق، فأصبح أعظم أمير عربي فيها في عصره، تحالف مع الفرس الساسانيين متبعًا خطى سلفه. وبعد وفاته في 288 م خلفه ابنه امرؤ القيس الأول، وهو أول من تحول من ملوك آل نصر إلى المسيحية.
تولى النعمان الأول ابن امرئ القيس الثاني (403 - 431 م) بعد وفاة والده، وحظى بشهرة كبيرة بين ملوك الحيرة لم ينلها أحد قبله فهو لقب بالأعور والسائح، لأنه زهد في الدنيا في آخر حياته فتخلّى عن الملك، ولبس المسوح وساح في الأرض. وهو مؤسس قصري الخورنق والسدير. فاهتم النعمان بالعمران، بنى الخورنق بتكليف من الملك يزدجرد بن سابور. وقد انتشر المسيحية في زمنه في الحيرة.
اشتهر بلاط الحيرة في عهد النعمان بن المنذر بالترف، وكان يضاهي بلاط كبار الملوك، فقد وفد عليه الشعراء ومدحوه، كان من بينهم حسان بن ثابت والنابغة الذبياني. وأشاد الإخباريون بالقوة العسكرية التي توفرت للنعمان والتي تألفت من كتائب مشهورة منها الرهائن والصنائع والوضائع والأشاهب والدوسر التي ضرب بها المثل في البطش، فقيل أبطش من دوسر. انتهي بوفاة النعمان في 613 م حكم اللخميين المناذرة في الحيرة، لأن كسرى عيّن مكانه رجلًا من طيء وهو إياس بن قبيصة. وحدث في عهد النعمان بن المنذر (628 - 632 م) أن خرجت جيوش الراشدين لفتح فارس.

### عصر إسلامي
بدأ أهمية الحيرة تخفض منذ أنشأت الكوفة سنة 17 هـ/ 638 م. مع ذلك بقيت مأهولة عهدًا غير قليل في عصر إسلامي ووقع فيها حوادث منها القتال وقع بين مضرية الكوفة والحيرة ولم يصلحوا ويصبح أمرهم واحدًا إلا بظهور الضحاك بن قيس الفهري سنة 127 هـ/ 785 م كما ذكرت في تاريخ الطبري.
نزلها غير واحد من الخلفاء، منهم أبُو العبَّاس السفَّاح سنة 134 هـ/ 752 م وانتقل منها إلى الأنبار في ذي الحجة من تلك السنة، نزلها أبو جعفر المنصور سنة 137 هـ وحلّ بها هارون الرشيد سنة 180 هـ/ 796 م فسكنها وابنتى بها المنازل واقطع من معه الخطط فوثب به أهل الكوفة واساؤوا مجاورته فارتحل إلى بغداد، ونزلها ثانية في محرم سنة 187 هـ/ 803 م برجوعه من مكة وأقام في قصر عون العبادي. وكان معه بختيشوع الطبيب وفي سنة 227 هـ / 842 م ماتت بها أم الخليفة الواثق ودفنت في الكوفة، والخليفة هارون الواثق بالله نفسه زارها ودخل دير هند ودير مارت مريم وكان معه إبراهيم الموصلي، وقد زارها وأقام فيها غير واحد من الوزراء العباسيين.
ومن شخصيات إسلامية، زارها الشريف الرضي سنة 392 هـ/ 1001 م فطافها ونظر آثارها وبنائها «ورأى الظباء ترتع في عراصها فأنشد القصيدة العصماء» مطلعها: ما زلت اطّرق المنازل بالنوى/ حتى نزلت منازل النعمان.
وفي سنة 315 هـ/ 927 م قصد الأعراب سواد الكوفة فنهبوه وخربوه ودخلوا الحيرة ونهبوها. فسير إليهم جعفر المقتدر بالله جيشًا فدفعوهم عن الحيرة. يظهر عند الآثاريين أنها امعنت في الخراب في هذه المطاوي حتى كان النصف الأخير من القرن العاشر الميلادي/ النصف الأول من القرن الرابع الهجري فبقي سكانها قليلين مع أن مساحتها كانت واسعة واندثرت بانقراض الدولة العباسية بعد سقوط بغداد 1258م/ 656 هـ. سميت محلة في نيسابور القديمة بخراسان بعد أن هاجر بعض أهاليها إليها وتوطنوا فيها. واندثرت هذه الحيرة أيضًا بسقوط نيسابور بعد الغزو المغولي لخوارزم في 1221 م/ 618 هـ.

## اقتصاد
اشتغلوا الحيريين بالفلاحة والزراعة وتربية الماشية. وكانت أسواق تجارية تقام فيها واشتركوا بسوق عكاظ أيضًا. كان فيها النسّاج والقيون والصاغة. وكان القماش أحيانًا موشى بالقصب أو مطرزًا بخيوط الذهب. والقيون فكانوا يصنعون لوازم العمارة من الحديد والسلاح والسيوف والسهام ونصال المراح وغيرها. وكان لهم مهارة في النجارة لبناء العمارات والقصور والديارات، وكانوا أيضًا يصنعون أواني الفخار ويطلون بضعها. واشتهرت الحيرة بصنع الخمور ولا سيما خمور العباديين المسيحيين واليهود.
تخرج القوافل من الحيرة محملة ببضائع الهند والصين وعمان والبحرين إلى تدمر وحوران في بلاد الشام. وأثرى الحيريون من الحركة التجارية الإقليمية نتيجة تدفق الثروات عليهم، وتجلّى هذا المظهر بالترف الذي ساد عمارة بيوتهم، واللباس الفاخر. وقد بلغت الصناعة فيها درجة عالية من الإتقان حتى أنها أضحت تُنسب إلى الحيرة، وأهم الصناعات التي اشتهرت بها هي النسيج بخاصة الحرير والكتان والصوف. واشتهرت الحيرة بصناعة الأسلحة من سيوف ونصال ورماح، واكتسبت السيوف الحيرية شهرة عربية، وكانت صناعة التحف المعدنية والحلى من أرقى الصناعات فيها. وقد تفنَّن الصاغة في صناعة أدوات الزينة من ذهب وفضة ورصّعوها بالجواهر واليواقيت، وذاعت شهرة الخزف الحيري وصناعة الجلود والدباغة والتحف المصنوعة من العاج.

## اجتماع

### سكانها
سكنها العرب، نظرًا إلى موقعها الجغرافي القريب من بادية الشام محط رحال البدو من العشائر والقبائل والبطون العربية. ونظرًا إلى السلالتين العربيتين اللتين سادتها فيها وهما التوخيين واللخميين، وذكر في تاريخها قبائل العرب أخرى من مذحج وطيء وكلب وتميم ومن التنوخيين مما أطلق عليهم عرب الضاحية. وقدم قسّم المؤرخون العرب سكان الحيرة ثلاثة أصناف: تنوخ، العباد، والأحلاف، وهم الذين لحقوا بأهل الحيرة ونزلوا فيها.
العباديون من الحيريين فهم على رأي ابن عبد ربه من الجمرات، بطن في جزيلة من لخم، وأنهم من النصارى من قبائل شتّى انفردوا في قصور ابنتنوها في الحيرة، وسبب تسميتهم بالعباد أنهم لما قاتلهم سابور الثاني اتخذوا شعارًا لهم «يا آل عباد الله»، فسموا العباد وقيل لأنهم كانوا يعبدون الله وسموا بهذا الاسم لزهدهم. وقد اشتهروا العباديون بنصرانيتهم وبمعرفتهم القراءة والكتابة. واشتهر من الشعراء العباديين عدي بن زيد، ومن المترجمين حنين بن إسحاق، ومنهم أيضًا حنين بن بلوع المغني الملحن. وكان العباديون يبيعون الخمرة في الحيرة ويُذكر أنهم كانوا صيارفة، وكانوا أكرياء سعد بن أبي وقاص بعد الفتح الإسلامي وكان لهم رأي في الفلسفة القدرية أخذه عنهم أعشى قيس.
ومن أهل الحيرة، بنو مَرِينا النصارى الذي ينتسبون إلى لخم وهم من الأشراف العباديين، وكانت ديارهم بين دير هند والكوفة. ومن سكان الحيرة النبط. وقد أطلق المؤرخون العرب هذا الاسم «نبط العراق» على بقايا الكلدانيين والبابليين والآراميين في العراق الذين يتكلّمون اللغة الآرامية، وأطلق الفرس على بلادهم سورستان، وعرفها كتبة النصارى باسم بيت ارمايا أي ديار الآراميين. والحيرة كانت بين هذه الديار. سكنوا اليهود الحيرة وكان لهم فيها بعض الشأن وبالقرب من الحيرة وبنواحي الكوفية كانت بانيقيا وفيها مقبرة شهيرة للهيود ينقلون إليها موتاهم.
إلى جانب العرب والنبط واليهود، سكن الحيرة الفرس وكان الأكاسرة يبعثون المزاربة والدهاقنة من قبلهم ليحكموا الحيرة في فترة من ملوكها آل نصر اللخميين حتى ضرب العرب المثل ب«تيه دهقان الحيرة». وكان الحيريون يهاجرون إلى البلاد المجاورة.

## ثقافة وفنون

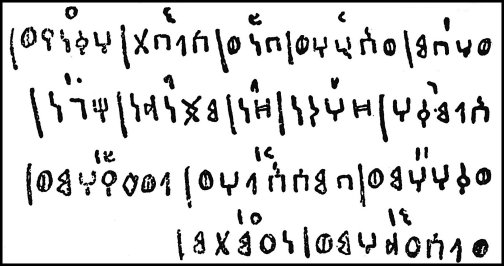
نموذج من الخط الحيري المشتق من الخط الآرامي وهو أساس الخط العربي.

نشطت الحركة العلمية في الحيرة وازدهرت بتشجيع ملوكها، وتعددت فيها مدارس، وتلقى عدد من كبار المفكرين واللاهوتيون والشعراء والأدباء دراساتهم العلمية فيها، منهم إيليا الحيري والمرقش الأكبر. وكان الصبيان في الحيرة يتعلمون القراءة والكتابة في النقيرة، وهي إحدى قراها، والخط الحيري هو أساس الخط العربي، وقد اشتق من الخط الآرامي. وبفعل موقع الحيرة بين العراق والشام والجزيرة، جرى احتكاك ثقافي بين أهلها وبين الشعوب المجاورة، فقد تأثر الحيريون بالثقافات الفارسية والسريانية واليوناية، وأخذوا عن شعوبها كثيرًا من آدابهم وعلومهم. وكان حكام الحيرة يشجعون الشعراء والأدباء ويمنحونهم الهبات والعطايا، لذلك تردد كثير منهم على البلاط الحيري.
كانت الحيرة مركزًا علميًا هامًا وملتقى الأدباء العرب في الجاهلية، وكان النعمان بن المنذر يجتمع بهم في قصر الخورنق ويقيم مهرجانًا عربيًا. وقد اشتهرت الحيرة أيضًا بالعلوم الطبية، وظلت محافظة على هذه الشهرة حتى في العصر الإسلامي، فأنجبت حنين بن إسحاق.

### الديانة

الولايات البطريركية لكنيسة المشرق في الشرق الأوسط بالقرن العاشر في أقصى حدودها. وقعت الحيرة ضمن مقاطعة سلوقية قطسيفون في وسط العراق.

كان بين الحيريين من يدين بالأديان جاهلية العرب. كان لجذيمة الأبرش صنمان يقال لهما الضيزنان وكان جذيمة قد تنبأ وتكّهن ويستقسي بهما ويستنصر بهما على العدو. وكان هذان الصنمان حتى أيام المنذر بن امرئ القيس اتخذهما بباب الحيرة ليسجد لهما من دخل الحيرة امتحانًا للطاعة. وكان في الحيرة صنم اسمه سبد وكانوا يحلفون به ويقولون «حق سبد» كما أنهم كانوا يعبدون العُزّى. عرفت الحيرة الديانة المندائية كما أن المانوية انتشرت بينهم وبعد أن ظهرت المزدكية سنة 529 م في فارس دان بها جماعة من العرب منهم الحارث بن عمرو الكندي. وكان اليهود يسكن الحيرة وحواليها.
أما المسيحية فكانت الدين السائد فيها ودان بها معظم أهاليها وهي دين كثير من ملوكها وأمرائها وأميراتها ووزارئها. وقد انتشرت المسيحية في العراق في القرن الأول والثاني من حياتها ودخلت بين عرب الجزيرة والبحرين والحيرة. ذكر الطبري أن امرؤ القيس أول من تحول إلى المسيحية من ملوك مناذرة ووالاه في قوله ابن خلدون. وكان معظم مسيحيو الحيرة من نساطرة واجتهد اليعاقبة مرارًا أن ينشروا مذهبهم فلم يتمكنوا من ذلك. كانت الحيرة أسقفية تابعة لكرسي جاثليق المدائن وقد جاء ذكر أساقفتها في مجامع الكنسية الكلدانية. وقد روي أن العرب والفرس كان يقصدون الحيرة بدافع ديني ويتفقون فيها بالمبادئ المسيحية.
ذكر المؤرخون العرب عددًا كبيرًا من الديرة في الحيرة والكوفة والنجف وضواحطها. من المحتمل أن أول دير بني في الحيرة كان في عهد النعمان بن امرئ القيس وقبل سنة 410 بناع عبد يشوع وهناك أسطورة عن بناء هذا الدير أثرت في العرب ولقّب رؤساء هذا الدير بعد ذلك بأسقف. وقد خرّجت هذه المدينة كثيرًا من الرهبان الذين التحقوا بأديار أخرى أو أسسوا في البلدان الأخرى.
كانت الحيرة مقرًا لأسقفية كنيسة المشرق من القرن الرابع حتى القرن الحادي عشر الميلادي وكانت تابعة للمقاطعة البطريركية سلوقية - قطسيفون. اليوم هي أبرشية كاثوليكية اسمية-لقبية في العراق. شهد الحيرة لأول مرة توثيق أبرشية شرق سوريا فيها سنة 410 م، لكنها ربما كانت مؤسسة قبلها في القرن الرابع م. أصبح آخر أسقفها المعروف، يوحنان بار نازوك، بطريركًا في عام 1012.

### العمارة

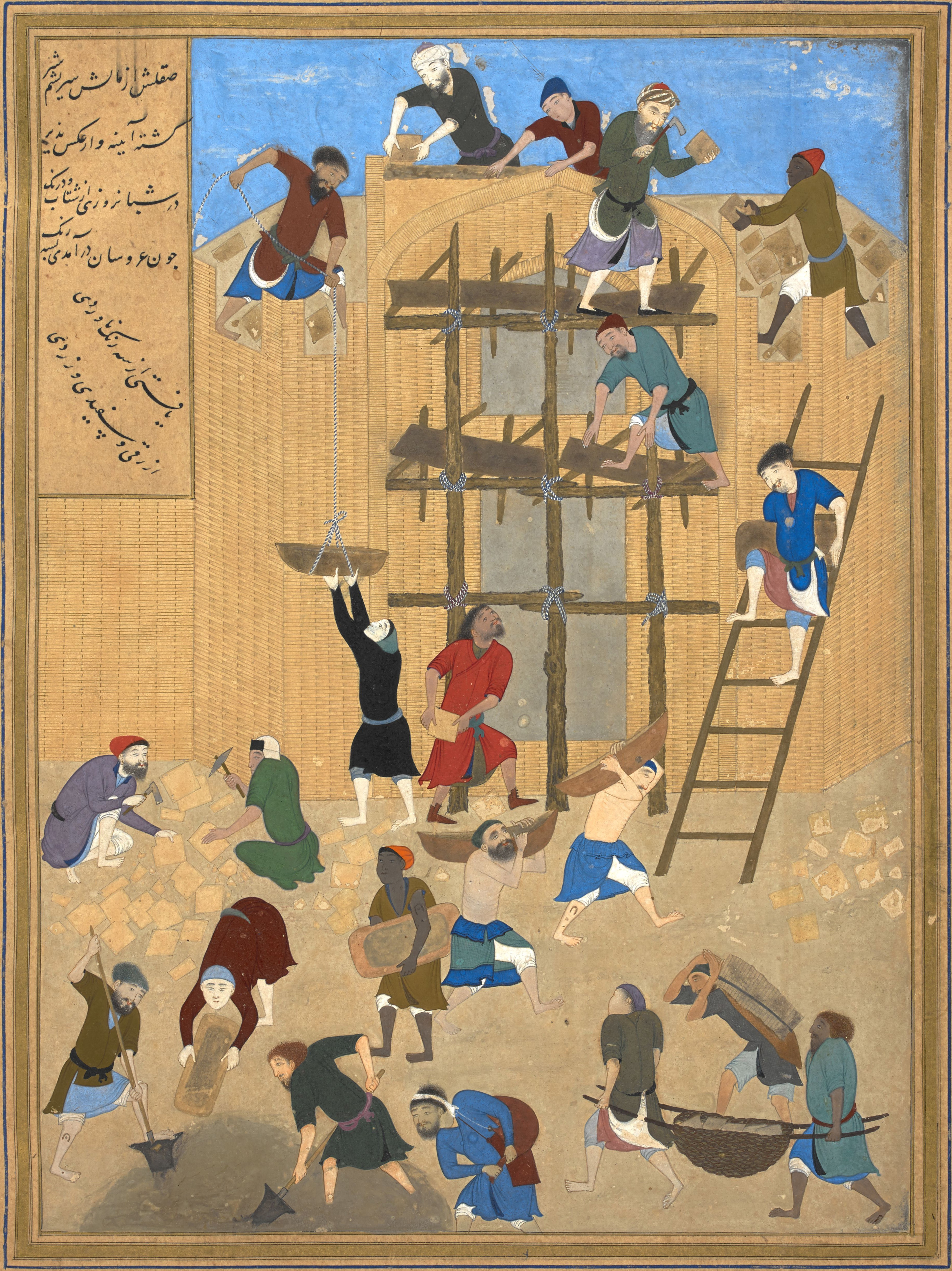
المناذرة يُشيدون قصر الخورنق لكمال الدين بهزاد رسمت حوالي 1495 م.

برزت الحيرة في العمارة بقصورها وأديرتها وقد تأثر العمارة الحيرية بالعمارة الهيلينة والساسانية وطوّروه بشكل أبعده عن أصوله الأولى فأضحى فنًا قائمًا بذاته. وظل الطراز الحيري في بناء القصور معروفًا في العصر الإسلامي، فقد اتبعه معمارو عباسيون في بناء قصور متوكل.
وبنى الحيريون الكنائس والأديرة متأثرين بالفن المعماري الشائع في معابد آشور وبابل، «وهي لم تكن مزودة بجنبات وإنما كانت تنتهي بفتحات مربعة الشكل، والجدران مسكوة بكسوة جصية نقشت فيها زخارف نباتية تتجلّى فيها التقاليد البيزنطية والساسانية، وبعضها مدهون بالألوان الزاهية والأصباغ، ويتكرر فيها رمز الصليب محاط بدائرة، وهي تخلو من صور الإنسان والحيوان.»
الطراز الحيري في البناء، والذي يسمى «الصدر والكُمَّين»، يعتبر أشهر الخصائص المعمارية للعمارة في الحيرة ؛بني به أشهر قصور الحيرة: الخورنق والسدير والصنين، ومن القصور الإسلامية قصر المشتى الأموي، وقصور المتوكل العباسي، فانتشر حتى بلغ المغرب، ولايزال النظام الحيري مستعملًا في بعض مناطق العراق.
يتكون الطراز الحيري من ثلاثة أقسام متداخلة قد تكون مسطحة أو مقببة، وهي الإيوان في الوسط «الصدر»، وبناءان في الميمنة والميسرة «كمَّين»، كما هي هيئة تشكيلات الجيش في الحرب، وعادة ما يفتح بابا البنائين الملحقين على الإيوان مباشرة، ويكون لمدخل القصر ثلاثة أبواب: باب كبير وبابان صغيران في جانبين. العناصر المعمارية التي كشفت في الحفريات هي أنظمة تسخين المياه، وأنظمة التصريف (للحمامات)، والتبليط بالجص والتبليط بالآجر، ومن أنماط تزيين الجدران الرسوم الحائطية، ولوحات الجص مختلفة الأشكال، منها ما هو على شكل أوراق، ومنها على شكل عناقيد العنب وسعف النخيل، ومن أنظمة تسقيف الإيوان للممرات والعقود البرميلية للقاعات.

## موقع أثري

### التنقيبات الأثرية
ذكرها العالم الأثري الألماني رونو مايسنر في العام 1902، وتم التنقيب العلمي لأول مرة بواسطة بعثة جامعة اوكسفورد عام 1931، ثم البعثة الألمانية عام 1932، ثم قاد الدكتور طه باقر في العام 1938 بعثه عراقية نقبت في الموقع، وبعدها تم التنقيب بواسطة البعثة اليابانية في السبعينات والثمانينات. تم العثور على عديد من اللقى الأثرية، من بينها عملات معدنية، وحلي ذهبية، وجرار تحمل علامة الصليب، وصلبان من البرونز، ومصابيح زجاجية، وأوان وجرار فخارية، وقناني زجاجية، وخرز من العقيق، وقطع فخارية من لونغتشيوان الأخضر، وبعض الكتابات نشرتها د. إريكا هنتر. وفي الفترة القريبة الماضية تم الكشف عن عدد من القصور، والأديرة، واللقى الأثرية في الحيرة، وهي ترجع إلى زمن المناذرة.

### فهرس المراجع
1. ↑  أحمد حجازي السقا ، مكتبة النافذة ، مصر (1 يناير 2003). تاريخ العرب القديم ، من إبراهيم عليه السلام الى ظهور الإسلام ، أحمد حجازي السقا ، نسخة مفهرسة وقابلة للبحث.
2. ↑  الموسوعة العربية | الحيرة نسخة محفوظة 21 يناير 2021 على موقع واي باك مشين.
3. ↑  "Al-Ḥīrah / ancient city, Iraq" (بالإنجليزية). Archived from the original on 2019-04-03. Retrieved 2021-01-21.
4. ↑  "Archaeological Survey of Al-Hîra/Iraq: Fieldwork campaign 2015 - Fondation Max van Berchem". مؤرشف من الأصل في 2020-10-20. اطلع عليه بتاريخ 2021-01-21.
5. ↑  "ḤIRA – Encyclopaedia Iranica". مؤرشف من الأصل في 2020-11-29. اطلع عليه بتاريخ 2021-01-21.
6. ↑  عبد المحسن الشطي (1998)، ص.21
7. 1 2  يوسف رزق الله غنيمة (1936)، ص.11
8. ↑  محمد سهيل طقوش (2009)، ص.411
9. ↑  علي ظريف الأعظمي (1920)، ص.122
10. ↑  "غرفة تجارة النجف الاشرف - قضاء الحيرة". مؤرشف من الأصل في 2021-01-21. اطلع عليه بتاريخ 2021-01-21.
11. ↑  "صادرة عن وزارة الحكم المحلي الغاء بلدية وتوحيدها مع اخرى". مؤرشف من الأصل في 2021-01-21. اطلع عليه بتاريخ 2021-01-21.
12. ↑  "الصلات التاريخية والحضارية بين النجف والحيرة". مؤرشف من الأصل في 2021-01-21. اطلع عليه بتاريخ 2021-01-21.
13. ↑  "University of Babylon". مؤرشف من الأصل في 2021-01-21. اطلع عليه بتاريخ 2021-01-21.
14. ↑  خالد صالح العسلي (1988)، ص.357
15. ↑  CIS, II, III, I, P. 157
16. ↑  Glaucus, Fragmenta, P. 409, Muller, Stephen Of Byzantium, Ethnica, P. 276, Meineke, Paulys –Wissowa Elfer Halbbend, 1907, S. 552
17. ↑  John Of Ephesus, 352, 10, 13
18. ↑  Rothstein, S. 13
19. ↑  محمد سهيل طقوش (2009)، ص.390
20. ↑  محمد سهيل طقوش (2009)، ص.391
21. ↑  محمد سهيل طقوش (2009)، ص.392
22. ↑  محمد سهيل طقوش (2009)، ص.404
23. ↑  محمد سهيل طقوش (2009)، ص.405
24. 1 2  يوسف رزق الله غنيمة (1936)، ص.12
25. ↑  يوسف رزق الله غنيمة (1936)، ص.13
26. 1 2  يوسف رزق الله غنيمة (1936)، ص.15
27. ↑  يوسف رزق الله غنيمة (1936)، ص.82
28. ↑  يوسف رزق الله غنيمة (1936)، ص.90
29. 1 2  محمد سهيل طقوش (2009)، ص.409
30. ↑  يوسف رزق الله غنيمة (1936)، ص.16
31. 1 2  يوسف رزق الله غنيمة (1936)، ص.18
32. ↑  محمد سهيل طقوش (2009)، ص.407
33. ↑  يوسف رزق الله غنيمة (1936)، ص.30
34. ↑  يوسف رزق الله غنيمة (1936)، ص.36
35. ↑  يوسف رزق الله غنيمة (1936)، ص.39
36. ↑  يوسف رزق الله غنيمة (1936)، ص.41
37. 1 2  محمد سهيل طقوش (2009)، ص.410
38. ↑  ياقوت الحموي، معجم البلدان، الناشر، دار الفكر، بيروت، ج3، ص431. انظر أيضًا: جواد علي، المفصل في تاريخ العرب قبل الإسلام، ج9، ص318.
39. ↑  راجع بحث الدكتور ميخائيل عواد، المنشور في مجلة "الثقافة" المصرية عدد 199 و200 سنة 1942.
40. ↑  بحث للدكتور مصطفى جواد بعنوان (الإيوان والكنيسة في العمارة الإسلامية) منشور في مجلة سومر مجلد 15.
41. ↑  Mesopotamian civilization: the material foundations, Daniel T. Potts. p.203
42. ↑  D. Talbot Rice, The Oxford Excavations at Hira (1931). راجع
43. ↑  المجموعة اللبنانية للإعلام -المنار [وصلة مكسورة] نسخة محفوظة 10 مايو 2020 على موقع واي باك مشين.
44. ↑  The Sāsānids, the Byzantines, the Lakhmids, and Yemen بواسطة Ṭabarī, كليفورد إدموند بوزورث. p.22 (the margain)
45. ↑  جريدة الصباح العراقية نسخة محفوظة 16 يناير 2018 على موقع واي باك مشين.
46. ↑  يوسف رزق الله غنيمة، ص49-53
47. ↑  جريدة العدالة [وصلة مكسورة] نسخة محفوظة 18 مايو 2015 على موقع واي باك مشين.
48. ↑  مجلة الصين اليوم عدد نوفمبر 2003 نسخة محفوظة 05 يونيو 2017 على موقع واي باك مشين.
49. ↑  Hunter, Erica (1996) 'Syriac Inscriptions from al Hira.' Oriens Christianus, 80. راجع
50. ↑  جريدة الشرق الأوسط نسخة محفوظة 18 يناير 2012 على موقع واي باك مشين.
51. ↑  السومرية نيوز[وصلة مكسورة] "نسخة مؤرشفة". مؤرشف من الأصل في 2020-05-10. اطلع عليه بتاريخ 2020-05-31.{{استشهاد ويب}}:  صيانة الاستشهاد: BOT: original URL status unknown (link)
52. ↑  أخبار النجف وكالة براثا الإخبارية نسخة محفوظة 16 يناير 2018 على موقع واي باك مشين.

### معلومات المراجع
- يوسف رزق الله غنيمة (1936). الحيرة، المدينة والمملكة العربية (ط. الأولى). بغداد، العراق: مطبعة دنكور الحديثة.
- علي ظريف الأعظمي (1920). تاريخ ملوك الحيرة (ط. الأولى). القاهرة، مصر: مطبعة السلفية.
- خالد صالح العسلي (1988). المدينة والحياة المدنية (ط. الأولى). بغداد، العراق. ج. الأول.{{استشهاد بكتاب}}:  صيانة الاستشهاد: مكان بدون ناشر (link)
- عبد الفتاح عبد المحسن الشطي (1998). شعراء إمارة الحيرة في العصر الجاهلي (ط. الأولى). القاهرة، مصر: دار قباء. ISBN:9775810825.
- محمد سهيل طقوش (2009). تاريخ العرب قبل الإسلام (ط. الأولى). بيروت، لبنان: دار النفائس. ISBN:9789953184654.